# Wereldkampioenschappen baanwielrennen 1927
De wereldkampioenschappen baanwielrennen 1927 werden van 17 tot en met 24 juli 1927 gehouden in het Duitse Keulen en Elberfeld. Er stonden drie onderdelen op het programma, twee voor beroepsrenners en een voor amateurs.

## Uitslagen

### Beroepsrenners
| Onderdeel | Goud           | Goud      | Zilver           | Zilver          | Brons           | Brons           |
| --------- | -------------- | --------- | ---------------- | --------------- | --------------- | --------------- |
| Sprint    | Lucien Michard | Frankrijk | Ernest Kauffmann | Zwitserland     | Lucien Faucheux | Frankrijk       |
| Stayeren  | Victor Linart  | België    | Paul Krewer      | Weimarrepubliek | Walter Sawall   | Weimarrepubliek |

### Amateurs
| Onderdeel | Goud          | Goud            | Zilver             | Zilver     | Brons         | Brons           |
| --------- | ------------- | --------------- | ------------------ | ---------- | ------------- | --------------- |
| Sprint    | Mathias Engel | Weimarrepubliek | Willy Falck Hansen | Denemarken | Peter Steffes | Weimarrepubliek |

### Medaillespiegel
| Plaats | Land            | Goud | Zilver | Brons | Totaal |
| 1      | Weimarrepubliek | 1    | 1      | 2     | 4      |
| 2      | Frankrijk       | 1    | 0      | 1     | 2      |
| 3      | België          | 1    | 0      | 0     | 1      |
| 4      | Denemarken      | 0    | 1      | 0     | 1      |
| 4      | Zwitserland     | 0    | 1      | 0     | 1      |
| Totaal | Totaal          | 3    | 3      | 3     | 9      |